# Miconia monzoniensis
Espèce
Synonymes
- Miconia monzoniensis subsp. monzoniensis[1]
- Miconia pterogona Gleason[1]

Miconia monzoniensis est une espèce de plantes à fleurs de la famille des Melastomataceae endémique du Pérou.

## Liste des sous-espèces
Selon Tropicos (10 avril 2019) (Attention liste brute contenant possiblement des synonymes) :
- sous-espèce Miconia monzoniensis subsp. cuzcoensis Wurdack
- sous-espèce Miconia monzoniensis subsp. monzoniensis

## Publication originale
- Botanische Jahrbücher für Systematik, Pflanzengeschichte und Pflanzengeographie 42: 140. 1908.